# 開高健賞
開高健賞（かいこうたけししょう）は、作家・開高健を記念して1992年から2001年まで、開高健賞運営委員会とTBSブリタニカ（現阪急コミュニケーションズ）が主催した日本の文学賞である。対象作品については、「これまでの文学様式にこだわらず、フィクション、ノンフィクション、評伝にわたる、創造的な人間洞察に富んだ作品をもとめるもので、必然、冒険心とユーモアに富んだものが望ましい」としていた。
開高の名は集英社主催の「開高健ノンフィクション賞」に引き継がれた。

## 受賞作
- 第1回（1992年）　受賞作なし。（奨励賞）小林照幸『毒蛇』
- 第2回（1993年）　受賞作なし。（奨励賞）永山彦三郎『夜明けの口笛吹き』、小沢章友『遊民爺さん』
- 第3回（1994年）　受賞作なし。（奨励賞）加藤喬『LT』、司城志朗『ひとつぶの砂で砂漠を語れ』、福岡哲司『深沢七郎ラプソディ』
- 第4回（1995年）　受賞作なし。（奨励賞）細川布久子『エチケット1994』
- 第5回（1996年）　渡辺利夫『神経症の時代―わが内なる森田正馬』　（奨励賞）吉岡逸夫『漂泊のルワンダ』
- 第6回（1997年）　永井義男『算学奇人伝』 （奨励賞）岡崎がん『トランス・アフリカン・レターズ』
- 第7回（1998年）　田村優之『ゆらゆらと浮かんで消えていく王国に』
- 第8回（1999年）　田澤拓也『空と山のあいだ―岩木山遭難・大館鳳鳴高生の五日間』
- 第9回（2000年）　大山史朗『山谷崖っぷち日記』 （奨励賞）曽我部司『ホッケー69―チェコと政治とスポーツと』
- 第10回（2001年）　藤本恵子『築地にひびく銅鑼―小説丸山定夫』

## 選考委員
- 第1、2回　大宅映子、奥本大三郎、椎名誠、立松和平、谷沢永一、C・W・ニコル、向井敏
- 第3～5回　大宅映子、奥本大三郎、椎名誠、谷沢永一、C・W・ニコル、向井敏
- 第6～8回　大岡玲、荻野アンナ、奥本大三郎、川本三郎、椎名誠、髙樹のぶ子、向井敏
- 第9、10回　奥本大三郎、川本三郎、佐野眞一、高樹のぶ子